# Долина љубави у Кападокији
Долина љубави (тур. Aşıklar Vadisi) је долина у историјском националном парку Гореме, у Кападокији, у Турској. Позната је по својим стеновитим формацијама које се називају "вилинским димњацима".

## Историја
Историја Долине љубави датира барем из римског доба. Постоји легенда да су некада две династије живеле у истом селу. Избила је борба између две династије, што је довело до поделе села. Једног дана, два сељана су се жалила на ситуацију која је резултирала регрутовањем двоје људи са супротстављених страна. Двоје регрутованих војника су се заљубили једно у другог чим су се видели. Завађени сељани, знајући за ово, покушали су све што су могли да их раздвоје, али нису успели. Након што су се мучили да их раздвоје, сељани су одлучили да их венчају. Време је пролазило, пар је добио дете, међутим, ситуација није била довољна да помири супротстављене породице. На крају су убили младића. Девојка није могла да поднесе смрт свог мужа и касније је извршила самоубиство. Каже се да је након смрти двоје љубавника, Бог осуо кишу камења како би казнио завађене сељане. Ово камење је намењено да убије свакога ко се противи поновном сједињењу младих.
Модерније објашњење имена Долина љубави може се делимично приписати срцоликим вилинским димњацима који испуњавају пејзаж.

## Светска баштина
Смештена у историјском националном парку Гореме, који је на листи светске баштине УНЕСКО-а, долина привлачи посетиоце својим запањујућим пејзажима и романтичном атмосфером.
Култни стубови Долине љубави формирани су хиљадама година кроз вулканску активност и ерозију. Мекана туфна стена, прекривена тврђим базалтом, створила је ове изванредне природне скулптуре.

## Активности
Посетиоци Долине љубави могу уживати у планинарењу, јахању и вожњи балоном на врући ваздух, нудећи панорамски поглед на јединствени терен Кападокије. Стазе долине су идеалне за истраживање њене живописне лепоте.